# Mission: Impossible - Fallout
Mission: Impossible - Fallout è un film del 2018 diretto da Christopher McQuarrie.
È il sesto film della serie Mission: Impossible con protagonista Tom Cruise nei panni dell'agente Ethan Hunt della IMF (Impossible Mission Force). Nel film figurano i ritorni di Simon Pegg, Rebecca Ferguson, Ving Rhames, Alec Baldwin, Sean Harris e Michelle Monaghan, a cui si aggiungono i volti nuovi di Henry Cavill, Vanessa Kirby e Angela Bassett.

## Trama
Due anni dopo la cattura di Solomon Lane, i superstiti della sua organizzazione, il Sindacato, si sono trasformati in un gruppo terroristico noto come gli Apostoli. Ethan Hunt riceve i dettagli di una missione per intercettare la vendita agli Apostoli di tre nuclei di plutonio da parte di un venditore sconosciuto. Hunt, Benji Dunn e Luther Stickell cercano di entrarne in possesso. I tre falliscono quando Ethan, dovendo scegliere tra salvare la vita di Luther o impossessarsi del contenitore con i nuclei, salva la vita al suo amico, mentre il plutonio viene trafugato dagli Apostoli. In compenso, il team cattura e interroga l'esperto di armi nucleari Nils Debruuk, che avrebbe dovuto costruire tre armi nucleari portatili per gli Apostoli, ottenendo informazioni sul gruppo.
Intanto, la direttrice della CIA, Erica Sloane, ordina ad August Walker della divisione Attività Speciali di sorvegliare le attività di Ethan mentre cerca di recuperare il plutonio. Ethan e Walker si introducono in un party a Parigi, dove un certo John Lark si appresta a comprare i nuclei dagli Apostoli, con la mediazione di una trafficante d'armi conosciuta come Vedova Bianca. I due seguono l'uomo che sospettano essere Lark, che viene ucciso da Ilsa Faust dopo una colluttazione nei bagni del locale. Ethan allora si sostituisce al presunto Lark e incontra la Vedova Bianca. Il giorno dopo Walker consegna a Sloane prove che suggeriscono che lo stesso Hunt sia effettivamente Lark.
In cambio del plutonio, la Vedova Bianca incarica Ethan di consegnarle Lane, prelevandolo da un convoglio blindato che dovrà attraversare Parigi, e gli fornisce uno dei nuclei come prova della sua buona fede. Ethan e la sua squadra attaccano il convoglio, cambiando però i piani all'insaputa della Vedova Bianca, per evitare una carneficina. Dopo un inseguimento attraverso Parigi, con Ethan che  evita le forze della Vedova Bianca, della polizia e anche Ilsa, incaricata di uccidere Lane per conto dell'MI6, la missione ha successo. La Vedova Bianca incarica il team di trasferire Lane a Londra.
In una casa sicura di Londra il segretario della IMF Alan Hunley incontra Ethan e lo accusa a sua volta di essere John Lark. Ethan nega, sottolinea la priorità del recupero del plutonio e si allontana per farlo. Walker, a cui è stato lasciato il compito di sorvegliare Lane, si tradisce, accorgendosi troppo tardi di aver parlato con Benji mascherato da Lane, e rivelando così di essere il vero Lark. Un'unità della CIA, giunta per arrestare tutti, viene messa fuori combattimento dagli Apostoli. Nella lotta Walker/Lark uccide Hunley, fuggendo.
Ethan lo insegue attraverso la città ma, una volta raggiuntolo, rimane sconvolto dopo che Walker, mostratagli una foto della sua ex moglie Julia Meade, afferma di poterla far uccidere in qualunque momento. Davanti a un impotente Hunt, Walker e Lane fuggono, dirigendosi nel Kashmir. Il team capisce che Lane intende far detonare in quella zona le due rimanenti armi nucleari, contaminando così l'approvvigionamento idrico di Pakistan e India. Nei progetti di Lane, colpendo un terzo della popolazione mondiale il mondo cadrà nell'anarchia, da cui emergerà un nuovo ordine mondiale.
Una volta arrivato, Ethan incontra Julia, assegnata surrettiziamente da Walker al locale ospedale da campo per aumentare la pressione su di lui. Lane attiva le armi e consegna il detonatore a Walker, che parte in elicottero. Ethan lo insegue con un altro, lasciando Benji, Luther e Ilsa a cercare le armi. Luther trova la prima bomba,  e viene aiutato da Julia a disinnescarla. Ilsa individua la seconda arma, ma viene attaccata da Lane, che la mette fuori combattimento, legandola a una sedia, e poi tenta di strangolare Benji. Approfittando della sua distrazione, Ilsa si libera e lo neutralizza.
Nel frattempo Ethan usa il suo elicottero per abbattere il mezzo avversario e Walker rimane sfigurato. I due lottano sul ciglio di un precipizio e infine Ethan ha la meglio, uccidendo Walker e disattivando il detonatore all'ultimo secondo. I due nuclei di plutonio contenuti nelle bombe vengono recuperati. Lane viene riconsegnato all'MI6 tramite la Vedova Bianca. Ethan viene ricoverato nell'ospedale da campo per riprendersi dalle ferite, mentre il resto della squadra si congratula con lui per lo scampato pericolo.

## Produzione
Il budget del film è stato di 178 milioni di dollari.

### Riprese
Le riprese del film sono iniziate l'8 aprile 2017 a Parigi. Le sequenze dell'inseguimento in elicottero sono state girate con Tom Cruise come reale pilota, senza l'aiuto di stuntman, dopo alcune lezioni di volo. La scena in cui Tom Cruise si lancia da un aereo in skydive a oltre settemila metri di altezza sopra Parigi a una velocità di 350 km/h è stata girata centosei volte, dall'attore stesso senza stuntman, per avere le tre inquadrature che compongono la scena.
Oltre che a Parigi, altre scene sono state girate a Londra, Abu Dhabi, Nuova Zelanda e Norvegia.
Nell'agosto 2017, durante una scena di salto tra due edifici, Tom Cruise s'infortuna alla caviglia causando lo stop delle riprese per sei settimane, in attesa della sua guarigione; le riprese terminano ufficialmente il 22 febbraio 2018.

## Promozione
Il 1º febbraio 2018 vengono diffusi due teaser trailer e il poster ufficiale, mentre il trailer esteso è stato diffuso 4 febbraio durante il 52º Super Bowl.

## Distribuzione
La pellicola è stata distribuita nelle sale cinematografiche statunitensi a partire dal 27 luglio 2018, anche in 3D e IMAX, in italia dal 29 agosto dello stesso anno.

## Accoglienza

### Incassi
Il film ha incassato 220159104 $ in Nord America e 604011463 $ nel resto del mondo, per un totale di 824171374 $, ottenendo il più grande incasso globale dell'intera serie.

### Critica
Dopo la proiezione stampa avvenuta a Parigi il 9 luglio 2018, sono arrivate online le prime reazioni della critica, che elogiavano il film, soprattutto le scene d'azione. Nei giorni seguenti, altre recensioni della stampa, tra cui Entertainment Weekly, Variety e The Guardian, confermavano il giudizio positivo.
Sull'aggregatore di recensioni Rotten Tomatoes ha un indice di gradimento del 98% basato su 442 recensioni, con un voto medio di 8,4 su 10. Su Metacritic ottiene un punteggio di 87 su 100 basato su 60 recensioni.
Nel luglio 2019 il sito Indiewire.com, specializzato in cinema e critica cinematografica, ha posizionato il film al sessantaquattresimo posto dei migliori cento film del decennio 2010-2019.
Gabriele Niola di BadTaste.it ha recensito positivamente il film definendolo "il migliore della saga".
IndieWire ha posizionato il film al quinto posto dei miglior film d'azione del XXI secolo.

## Riconoscimenti
- 2018 - People's Choice Awards[19]
  - Candidatura per il film preferito dal pubblico
  - Candidatura per il film d'azione preferito dal pubblico
  - Candidatura per l'attore preferito dal pubblico a Tom Cruise
  - Candidatura per la star d'azione preferita dal pubblico a Tom Cruise
- 2019 - Art Directors Guild Award[20]
  - Candidatura per i migliori costumi in un film contemporaneo
- 2019 - British Academy Film Awards[21][22]
  - Candidatura per il miglior sonoro
- 2019 - Critics' Choice Awards[23][24]
  - Miglior film d'azione
  - Candidatura per i miglior effetti visivi
- 2019 - Screen Actors Guild Award[25]
  - Candidatura per le migliori controfigure cinematografiche
- 2019 - Saturn Award[26][27]
  - Miglior film d'azione/di avventura
  - Candidatura per il miglior attore a Tom Cruise
  - Candidatura per la migliore sceneggiatura a Christopher McQuarrie
  - Candidatura per i migliori effetti speciali

## Sequel
In un'intervista il regista Christopher McQuarrie ha rivelato che si sta pensando a Mission: Impossible 7 e come, al riguardo, Tom Cruise abbia idee molto ambiziose, una delle quali sarebbe quella di ambientare qualche scena nello spazio. L'attore ha però ammesso che per girare una simile scena si dovrebbe prima trovare il modo di inserirla nella struttura di una sceneggiatura.
Il 14 gennaio 2019 è stato annunciato che Christopher McQuarrie avrebbe girato due sequel consequenziali, le cui uscite erano state inizialmente fissate per il 19 novembre 2021 e il 4 novembre 2022 e posticipate al 27 maggio 2022 e al 7 luglio 2023 a causa della pandemia di COVID-19.